# عبدالرزاق بن مسعود غزنوی
عبدالرزاق بن مسعود غزنوی از فرزندان مسعود غزنوی که به امارت سه دیه گمارده شده‌بود. احتمال داده‌اند او راوی حکایت پشیمانی سلطان محمود از رفتارش با فردوسی باشد.